# Kazuki Namioka
Kazuki Namioka (波岡 一喜) (Osaka, Japão, 2 de agosto de 1978) é um ator japonês.

## Filmografia

### Filmes
| Ano  | Título original                       | Título em português                                                                   | Papel          | Observações |
| 2004 | Pacchigi!                             | Nós Superaremos um Dia (br)                                                           | Bang-ho Motoki |             |
| 2005 | Furyo Shonen no Yume                  |                                                                                       |                |             |
| 2005 | Chikan Otoko                          |                                                                                       |                |             |
| 2005 | Tokyo Daigaku Monogatari              |                                                                                       | Yoshiaki Sano  |             |
| 2006 | Umi to Sekiyo to Kanojo no Namida     |                                                                                       |                |             |
| 2006 | Mayonaka no Shojo Tachi               |                                                                                       |                |             |
| 2006 | Tokyo Friends -The Movie-             |                                                                                       |                |             |
| 2006 | The Fast and the Furious: Tokyo Drift | Velozes e Furiosos: Desafio em Tóquio (BR) / Velocidade Furiosa - Ligação Tóquio (PT) | Tea Hair #1    |             |
| 2006 | Kurai Tokoro de Machiawase            |                                                                                       |                |             |
| 2007 | Kama Chop                             |                                                                                       |                |             |
| 2007 | Jun-Ai                                |                                                                                       |                |             |
| 2007 | Boys Love                             |                                                                                       |                |             |
| 2007 | Hero                                  |                                                                                       |                |             |
| 2007 | Midnight Eagle                        |                                                                                       |                |             |
| 2007 | Crows ZERO                            |                                                                                       |                |             |
| 2008 | L Change The World                    |                                                                                       |                |             |
| 2008 | Chameleon                             |                                                                                       | Jun Yoshida    |             |
| 2009 | Crows ZERO II                         |                                                                                       |                |             |
| 2009 | Drop                                  |                                                                                       | Takashi Moriki |             |
| 2009 | Samurai School Boogie                 |                                                                                       |                |             |
| 2009 | Yellow Kid                            |                                                                                       | Minuki         |             |
| 2009 | Ballad: Na Mo Naki Koi no Uta         |                                                                                       |                |             |
| 2010 | Juusan-nin no Shikaku                 |                                                                                       |                |             |
| 2010 | Uchu Senkan Yamato                    | Patrulha Estelar (BR)                                                                 | Saburo Kato    |             |
| 2010 | Zebraman: Zebra Shiti no gyakushuu    |                                                                                       |                |             |
| 2011 | Hell Driver                           |                                                                                       |                |             |

### Televisão
| Ano  | Título original               | Título em português | Papel                 | Observações    |
| 2004 | Pride                         |                     | Narutoshi Nishida     | Fuji TV        |
| 2005 | Gokusen 2                     |                     | Tanabe                | NTV, ep7       |
| 2005 | Koisuru Nichiyoubi            |                     | Imai                  | TBS            |
| 2005 | Densha Otoko                  |                     | Music Otaku           | Fuji TV        |
| 2005 | Umizaru                       |                     | Masaya Tokunaga       | Fuji TV, ep4   |
| 2006 | Jyooubachi                    |                     | Kintsu Kintsu (jovem) | Fuji TV        |
| 2006 | Unfair                        |                     | Ryoji Tanaka          | Fuji TV, ep1   |
| 2006 | Tantei Boogie                 |                     | Uchida                | TV Tokyo, ep3  |
| 2006 | Bengoshi no Kuzu              |                     | Sahashi               | TBS, ep2       |
| 2006 | Shinrei Tantei: Yakumo        |                     | Tatsuya               | NTV, ep12-13   |
| 2006 | Keitai Deka Zenigata Rai      |                     | Koji Tazawa           | TBS, ep10      |
| 2006 | Densha Otoko Deluxe           |                     | Music Otaku           | Fuji TV        |
| 2006 | Tatta Hitotsu no Koi          |                     | Yamashita             | NTV, Ep4-6     |
| 2006 | Nodame Cantabile              |                     | Katayama              | Fuji TV        |
| 2007 | Marumaru Chibi Maruko-chan SP |                     | Hanawa-kun            | Fuji TV        |
| 2007 | Tantei Gakuen Q               |                     | Ryusuke Mimasaka      | NTV, ep7       |
| 2007 | Hontou ni Atta Kowai Hanashi  |                     | Seito Koita           | Fuji TV        |
| 2007 | Chiritotechin                 |                     |                       | NHK            |
| 2007 | Hataraki Man                  |                     |                       | NTV, ep3       |
| 2007 | Kodoku no Utagoe              |                     |                       | WOWOW          |
| 2007 | Sugata Sanshiro               |                     | Gennosuke Higaki      | TV Tokyo       |
| 2008 | Nodame Cantabile SP           |                     | Katayama              | Fuji TV        |
| 2008 | 1 Pound no Fukuin             |                     | Katayama              | NTV            |
| 2008 | Galileo: Episode Zero         |                     | Kunihiro Tomanaga     | Fuji TV        |
| 2009 | Go Ape                        |                     |                       | WOWOW          |
| 2009 | Shiroi Haru                   |                     | Filho de Yamakura     | Fuji TV, ep11  |
| 2009 | Maid Deka                     |                     | Hidekazu Mitsuda      | TV Asahi, ep12 |
| 2009 | Gyne                          |                     | Minami                | NTV , ep1      |
| 2010 | Massugu na Otoko              |                     | Kunieda               | Fuji TV, ep2   |
| 2010 | Yankee-kun to Megane-chan     |                     | Sagami                | TBS, ep1-2     |
| 2010 | Kasouken no Onna              |                     |                       | TV Asahi, ep6  |

### Tokusatsu
| Ano  | Título original        | Título em português | Papel        | Observações     |
| 2004 | Genseishin Justirisers |                     | Shiro Jinno  | TV Tokyo        |
| 2006 | Lion Maru G            |                     | Shishimaru   | TV Tokyo        |
| 2007 | Kamen Rider Den-O      |                     | Yu Yamagoshi | TV Tokyo, ep3&4 |